# General (Finska)
General (finsko Kenraali in švedsko General) je najvišji (štirizvezdni) generalski čin v Finski kopenski vojski in Finskem vojnem letalstvu. Spada v Natov razred OF-09. 
General zaseda položaj poveljnika Finskih obrambnih sil. Nadrejen je činu generalporočnika. Včasih se ob nazivu uporablja tudi označba rodu, iz katere izhaja general: do danes je tako bilo 17 generalov pehote (jalkaväenkenraali), nekaj generalov lovcev (jääkärikenraali), dva generala konjenice (ratsuväenkenraali) in en general artilerije (tykistönkenraali). Enakovreden je činu admirala v Finski vojni mornarici.
Prvotna oznaka čina, ki se nahaja na ovratniku uniforme, je do leta 1995 sestavljena iz treh zlatih levov Finske, nato pa je bil oktobra 1995 spremenjena v štiri zlate lete. Narokavna oznaka čina je sestavljena iz enega širokega (zlatega) traku in treh ožjih trakov.